# Vitali Sorokin
Vitali Sorokin   (Sant Petersburg, 8 de desembre de 1935 - 1995) fou un nedador rus, especialista en estil lliure, que va competir sota bandera de la Unió Soviètica durant les dècades de 1950 i 1960.
El 1956 va prendre part en els Jocs Olímpics d'Estiu de Melbourne, on disputà dues proves del programa de natació. Guanyà la medalla de bronze en els 4x200 metres lliures, formant equip amb Vladimir Strushanov, Gennady Nikolayev i Borís Nikitin, mentre en els 100 metres lliures quedà eliminat en semifinals. Quatre anys més tard, als Jocs de Roma, tornà a disputar dues proves del programa de natació. Fou vuitè en els 4x200 metres lliures, mentre en els 100 metres lliures quedà eliminat en sèries.
Durant la seva carrera esportiva va establir un rècord del món i diversos d'Europa i guanyà sis campionats de la URSS entre 1956 i 1959. Un cop retirat exercí d'entrenador, entre d'altres de Galina Prozuménsxikova.